# Loculla rauca minor
Loculla rauca là một phân loài nhện trong họ Lycosidae.
Loài này thuộc chi Loculla. Loculla rauca minor được Eugène Simon miêu tả năm 1910.